# Alexander Cunningham
Sir Alexander Cunningham (Londra, 23 gennaio 1814 – Londra, 28 novembre 1893) è stato un archeologo, numismatico e ingegnere militare britannico.
È noto come il padre della Archaeological Survey of India. Entrambi i suoi fratelli, Francis Cunningham e Joseph Cunningham furono noti per il loro lavoro nell'India britannica.
Cunningham è considerato uno dei fondatori dell'archeologia e della numismatica indiane.

## Gioventù e carriera
Era figlio di Allan Cunningham, un poeta scozzese. Da giovane studiò a Londra, al Christ's Hospital.  In seguito studiò dal 1829 al 1831 alla Addiscombe Seminary della Compagnia delle Indie e alla Royal Engineers Estate a Chatham, nel Kent.
SI fu aggregato ai Bengal Engineers a 19 anni come Secondo tenente e passò i successivi 28 anni nel servizio dell'Impero anglo-indiano. Appena arrivato in India nel giugno del 1833, un incontro con James Prinsep accese un interesse, durato tutta la sua vita, per le antichità e l'archeologia indiane.
Fu aiutante di campo di Lord Auckland, il Governatore-generale dell'India dal 1836 al 1840. Il 30 marzo 1840 sposò Alicia Maria Whish, figlia di Martin Whish B.C.S.. Fu nominato colonnello dei Royal Engineers nel 1860 e andò in pensione nel 1861, avendo ottenuto il grado di Maggiore Generale.

## Vita militare
Cunningham si trovò per la prima volta in guerra alla battaglia di Punniar e fu con l'Army of Sutlej nel 1845-46. In seguito, nel 1847, divenne capo della commissione per il confine Ladakh-Tibet assieme a Richard Strachey, allora capitano dell'esercito britannico, e con il botanico Thomas Thomson.  La commissione era stata creata per delimitare i confini settentrionali dell'Impero dopo la prima guerra Anglo-Sikh conclusa con il trattato di Amritsar, con cui il Kashmir era ceduto come indennità di guerra ai britannici.
Fu anche componente di una commissione incaricata di tracciare i confini di Ladakh sotto Patrick Alexander Vans Agnew.
I suoi primi lavori vengono dalle sue visite ai tempi nel Kashmir e dai suoi viaggi a Ladakh durante la sua attività con le commissioni.
Partecipò anche alla battaglia di Chillianwala e a quella di Gujrat nel 1848–9.
Nel 1851 esplorò i monumenti buddisti dell'India centrale assieme al tenente Maisey su cui scrisse un resoconto. Nel 1856 fu nominato ingegnere capo di Burma per due anni e in seguito, per tre anni, dal 1858 ebbe lo stesso incarico nelle Province nord-occidentali.
La Archaeological Survey of India fu creata in seguito alla corrispondenza tra Cunningham e Charles John Canning, in seguito viceré dell'India.
Cunningham fu nominato primo direttore del progetto, ed operò dal 1861 al 1865. Pubblicò i primi due volumi della Archaeological Survey of India durante la sua permanenza in carica. Nel 1865 la Archaeological Survey fu sospesa e Cunningham lasciò l'India nel febbraio 1866 per lavorare alla Delhi and London Bank a Londra come direttore fino al 1870. Nel 1867 fu fatto cavaliere. In seguito alla ripresa del progetto della Archaeological Survey nel 1870, tornò in India e dal 1º gennaio del 1871 divenne il direttore generale della ASI, posizione che mantenne fino al 1885. Fu l'autore di 11 volume dell'ASI, e gli altri furono scritti sotto la sua supervisione.
Si ritirò il 30 settembre 1885 e tornò a Londra, continuando a scrivere libri sugli scavi dei monumenti buddisti e sulle monete antiche. Pubblicò numerosi scritti sol the Journal of the Asiatic Society e sul Numismatic Chronicle.

## Riconoscimenti
Ricevette l'Ordine della Stella d'India (CSI) il 20 maggio 1870 e l'Ordine dell'Impero Indiano (CIE) nel 1878. Nel 1887 fu nominato cavaliere commendatore dell'Ordine dell'Impero Indiano.

## Lavoro sugli stupa buddisti nell'India centrale
Il generale Cunningham aveva visitato lo stupa di Bharhut, situato nell'attuale distretto di Satna, nel Madhya Pradesh nel 1873, andando a Nagpur. Rimase affascinato da trovare un sito con un retaggio così importante come Bharhut ma allo stesso tempo soffrì perché era ignorato dalle persone e dal governo. Lasciò qualche uomo di guardia al sito e tornò nel febbraio del 1874. Raccolse i pezzi sparsi delle sculture e registrò e cercò di comprendere il loro disegno e la disposizione. Tornò la terza volta nel novembre 1874 avendo acquisito alcuni diritti legali. Portò alcune delle sculture a Kolkata e diede inizio a una mostra di Bharhut al National Museum di Kolkata. Dopo uno studio dettagliato della letteratura buddista e delle sculture del sito, nel 1876 pubblicò un libro dal titolo "The Stupa of Bharhut" che è tuttora un testo di riferimento sugli stupa di Bharhut. Gli 8 famosi stupa buddisti sono stati costruiti sulle reliquie di Buddha in suo onore.
Bharhut non è in questo elenco. Non è tuttora chiaro su quali reliquie sia stato costruito questo stupa. Il generale Cunningham trovò negli scavi del 1874 una piccola scatole contenente le "Rakh Phool (ceneri)", che non poterono essere identificate, ma le affidò al Raja di Nagod per una sicura custodia. Queste ceneri potevano appartenere a antichi monaci buddisti.
Il nome di Cunningham è associato a scavi in molti siti dell'India, compresi Sarnath, Sanchi, e il tempio di Mahabodhi. Nel caso di Mahabodhi, il lavoro di restauro di Cunningham fu portato a termine dal pioniere del revival buddista in India, Anagarika Dharmapala.

## Numismatico
Nel 1891 Cunningham pubblicò Coins of Ancient India. La sua collezione di monete indiane rare è ora esposta al British Museum. Nel 1886 gli fu conferita la medaglia della Royal Numismatic Society.

## Pubblicazioni principali
- LADĀK: Physical, Statistical, and Historical with Notices of the Surrounding Countries (1854).
- Bhilsa Topes (1854), una storia del Buddismo
- The Ancient Geography of India (1871)
- The Book of Indian Eras (1883)
- Coins of Ancient India (1891)
- The Stupa of Bharhut : A Buddhist Monument Ornamented with Numerous Sculptures Illustrative of Buddhist Legend and History in the Third Century B.C. Reprint. First published in 1879, London. 1998